# 薛礼 (汉朝)
薛礼（2世纪—190年代），东汉末年彭城相。后被徐州刺史陶谦所迫，屯秣陵，下邳相笮融也过江依附他。薛礼、笮融依靠扬州刺史刘繇，推为盟主。
刘繇逐丹杨太守吴景、都尉孙贲于历阳。左将军袁术以吴景为督军中郎将，与孙贲共同率兵攻刘繇，不克。吴景外甥、孙贲堂弟孙策请求助吴景平定江东，于是被表为折冲校尉，行殄寇将军。兴平二年（195年），孙策先攻刘繇牛渚营，与吴景、孙贲先败笮融，再与周瑜渡江攻秣陵，薛礼突走。
后笮融杀薛礼。

## 演义
在罗贯中历史小说《三国演义》中，薛礼为刘繇谋士。刘繇部将张英失了牛渚回见刘繇，刘繇怒，欲斩之，薛礼与笮融劝免。陈武来投孙策，孙策拜陈武为校尉，使为先锋，攻薛礼于秣陵，陈武引十数骑突入阵，斩首级五十余颗，薛礼闭门不敢出。孙策攻城时，刘繇、笮融复取牛渚，孙策击败他们后回攻秣陵，亲自到城壕边诏谕薛礼投降，城上冷箭射中其左腿，孙策落马，回营后趁机命军中诈称孙策被射死，军中举哀，拔寨而起。薛礼闻讯，连夜起城内军队与张英和骁将陈横出城追杀，遇伏，孙策亲自出现，薛礼军皆惊，尽弃枪刃，拜于地下。张英、陈横都被杀，薛礼死于乱军，孙策遂占秣陵。